# Ізвоаре (Оргіївський район)
Ізвоаре (рум. Izvoare) — село в Оргіївському районі Молдови. Входить до складу комуни, адміністративним центром якої є село Погребень.

## Населення
За даними перепису населення 2004 року у селі проживали 364 особи.
Національний склад населення села:
| Національність   | Кількість осіб | Відсоток   |
| ---------------- | -------------- | ---------- |
| молдавани румуни | 350 10         | 96,2% 2,7% |
| росіяни          | 3              | 0,8%       |
| українці         | 1              | 0,3%       |
| Всього           | 364            | 100%       |